# Syntomeida saulcyi
Syntomeida saulcyi är en fjärilsart som beskrevs av Guérin-meneville 1843. Syntomeida saulcyi ingår i släktet Syntomeida och familjen björnspinnare. Inga underarter finns listade i Catalogue of Life.